# آنیرود تاپا
آنیرود تاپا (انگلیسی: Anirudh Thapa؛ زادهٔ ۱۵ ژانویهٔ ۱۹۹۸ یک بازیکن فوتبال اهل کشور هند است.
وی هم اکنون در تیم ملی فوتبال هند بازی می کند.